# Esclarmonde de Foix
Esclarmonde de Foix (* um 1151; † um 1215) war eine prominente Angehörige der mittelalterlichen Glaubensgemeinschaft der Katharer im Frankreich des 13. Jahrhunderts. Ihr okzitanischer Name bedeutet so viel wie „Licht der Welt“ (französisch: éclair du monde).

## Biografie
Sie war eine Tochter des Grafen Roger Bernard I. von Foix und dessen Ehefrau Cecile von Béziers, die dem Haus Trencavel entstammte. Ihr Bruder war Graf Raimund Roger von Foix. Verheiratet war sie mit dem Seigneur Jourdain II. de l'Isle-Jourdain, mit dem sie mehrere Kinder hatte.
Nach dem Tod ihres Mannes im Jahr 1200 schloss sich Esclarmonde der katharischen Glaubensgemeinschaft an, die von der katholischen Amtskirche als häretische Sekte eingestuft wurde. Zusammen mit ihrer Schwägerin, Philippa de Montcada, betrieb sie in den Bergen der Pyrenäen bei Dun (Ariège) einen katharischen Konvent zur Erziehung junger Mädchen. Nach diesem Vorbild wurden bald in der ganzen Region des Languedoc Spitäler und Schulen durch die katharische Kirche betrieben, die ihr einen entsprechend großen Zulauf unter der Bevölkerung einbrachten. Im Jahr 1204 empfing sie in Fanjeaux vom Katharerbischof von Toulouse, Guilhabert de Castres, das Consolamentum, wodurch sie in die Gemeinschaft der Perfectae (Vollkommenen) aufgenommen wurde. Auf dem Katharerkonzil von Mirepoix 1206 sprach sie sich in Erwartung eines militärischen Konflikts mit der katholischen Kirche für den Ausbau der Burg Montségur aus.
Im Jahr 1207 war sie neben Benoît de Termes eine Wortführerin der Katharer bei dem letzten friedlichen Disput mit der katholischen Kirche in Pamiers. Als sie dabei das Wort erhob, wurde sie von Etienne de Miséricorde zum Schweigen angehalten und in eine Spinnerei verwiesen, da es ihr als Frau nicht anstehe, zu Klerikern in einem theologischen Disput zu sprechen. Dieser beleidigende Einwand hatte allerdings zu einem negativen Ausgang des Streits beigetragen; im folgenden Jahr wurde von Papst Innozenz III. der Albigenserkreuzzug ausgerufen.

## Sonstiges
Von dem deutschen Esoteriker Otto Rahn  wurde Esclarmonde als historisches Vorbild der Gralshüterin „Repanse de Schoye“ aus Eschenbachs Parzival identifiziert, die den Gral in dem Berg des Munsalvaesche (Montségur) einschloss, um ihn vor den Heerscharen Luzifers zu schützen. Heute ist sie eine Heilige der Gnostiker, die unter anderem den „Orden der heiligen Esclarmonde“ betreiben. Die Universität von Winnipeg in Kanada bietet das „Esclamonde de Foix Memorial Travel Scholarship“ zu ihrem Gedenken an.

## Belletristik
- Helene Luise Köppel: Die Ketzerin von Montségur. Aufbau-Taschenbuch-Verlag, Berlin 2003 ISBN 3-7466-1869-X
- Peter Berling: Die Ketzerin. Bastei-Lübbe-Verlag, Köln 2001 ISBN 978-34041-4627-7